# Облачный прожектор

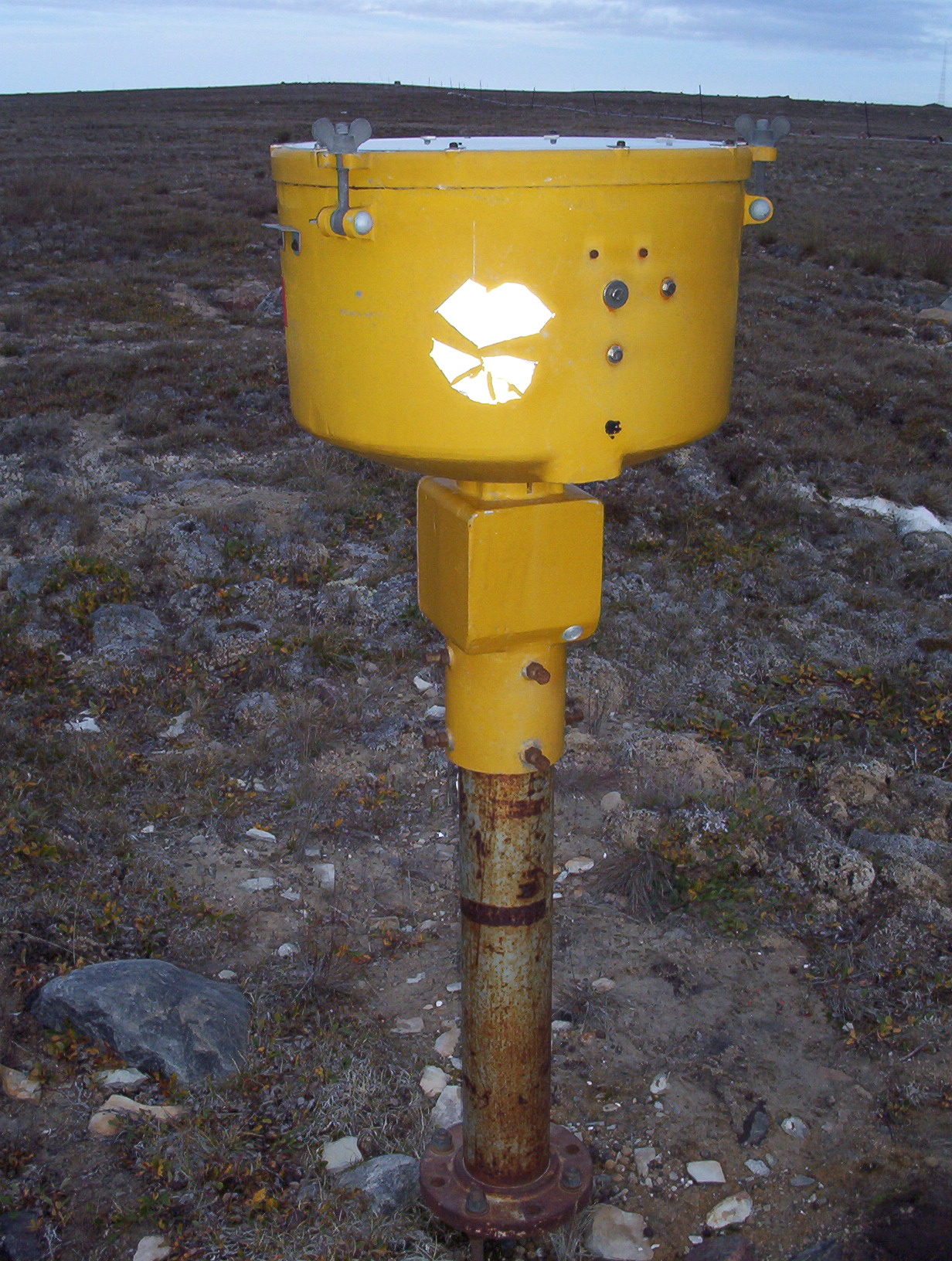
Облачный прожектор

Облачный прожектор (светолокатор) — метеорологический прибор для измерения высоты облаков ночью. Служит для измерения высоты нижней границы облаков.

## Строение
Облачный прожектор состоит из двух компонентов: из прожектора и визирного устройства, устанавливаемого на определённом расстоянии от прожектора. Прожектор состоит из 430 Вт лампы, установленной в защищённом корпусе. Внутри корпуса находятся два зеркала. Первое — выше лампы — отражает свет вниз, а второе — отражает свет вверх к облакам. Оба зеркала установлены для получения высокой интенсивности пучка света, что делает видимым пятно света на нижней границе облаков.

## Принцип действия
Принцип измерения высоты нижней границы облаков с помощью облачного прожектора основан на простой геометрии: вычисление длины одного из катетов прямоугольного треугольника по известному второму катету и одному измеренному углу. Узкий луч света направляется прожектором строго вверх. С помощью визира, установленного недалеко от прожектора, определяется угол между горизонтом и направлением на центр светового пятна, созданного на облаке лучом прожектора, а по нему уже определяется высота облаков.